# Chiesa di Sant'Ambrogio (Roma)
Sant'Ambrogio è un luogo di culto cattolico di Roma, nel quartiere Aurelio, in via Girolamo Vitelli.

## Storia
È stata costruita tra il 1968 (posa della prima pietra il 10 marzo) ed il 1973 dall'architetto Paolo Rebecchini con pianta a forma ellittica. L'esterno della chiesa presenta un timpano sopra il portale, ed una cupola a sezione quadrata che termina con un tetto a forma piramidale. L'interno è ad un'unica navata circondata da otto colonne.
La chiesa è sede parrocchiale, istituita il 10 luglio 1961 con il decreto del cardinale vicario Clemente Micara Sanctissimus dominus noster.